# Victor Campenaerts
Victor Campenaerts (Wilrijk, Anvers, 28 d'octubre de 1991) és un ciclista belga, professional des del 2014. Actualment corre a l'equip Lotto Dstny. Bon contrarellotgista, en el seu palmarès destaca el Campionat nacional en l'especialitat de 2016 i 2018, i el d'Europa el 2017 i 2018.
El 16 d'abril de 2019 aconseguí el rècord de l'hora amb 55,089 quilòmetres recorreguts, superant la distància aconseguida per Bradley Wiggins el 2015, a l'agost de 2022 la seva marca fou batuda per Dan Bigham.

## Palmarès
- 2013
  -  Campió d'Europa sub-23 en contrarellotge
  -  Campió de Bèlgica sub-23 en contrarellotge
  - Vencedor d'una etapa al Gran Premi des Hauts-de-France
- 2015
  - 1r al Duo Normand (amb Jelle Wallays)
- 2016
  -  Campió de Bèlgica en contrarellotge
- 2017
  -  Campió d'Europa en contrarellotge
  - Vencedor d'una etapa a la Volta a Andalusia
- 2018
  -  Campió d'Europa en contrarellotge
  -  Campió de Bèlgica en contrarellotge
- 2019
  - Vencedor d'una etapa a la Tirrena-Adriàtica
  - Vencedor d'una etapa al Volta a Bèlgica
- 2021
  - Vencedor d'una etapa al Giro d'Itàlia
- 2022
  - 1r al Gran Premi Jef Scherens
- 2023
  - 1r al Druivenkoers - Overijse
  - Vencedor d'una etapa a la Volta a Luxemburg
- 2024
  - Vencedor d'una etapa al Tour de França de 2024

### Resultats a la Volta a Espanya
- 2016. 143è de la classificació general
- 2018. 102è de la classificació general

### Resultats al Giro d'Itàlia
- 2017. Abandona (16a etapa)
- 2018. No presentat (17a etapa)
- 2019. 111è de la classificació general
- 2020. 95è de la classificació general
- 2021. No presentat (17a etapa). Vencedor d'una etapa

### Resultats al Tour de França
- 2021. Abandona (11a etapa)
- 2023. 64è de la classificació general